# Axel Liffner-stipendiet
Axel Liffner-stipendiet är ett pris som årligen delas ut av Aftonbladets kulturredaktion "till en kulturjournalist som i sin verksamhet kombinerar djup kunskap om konst och kultur med ett lyhört sinne för kulturjournalistikens språk och uttrycksmedel".
Priset instiftades 1984 när Aftonbladets kulturredaktör Axel Liffner gick i pension. Liffner blev också den första mottagaren, 1984. År 2022 var stipendiet på 30 000 kronor.

## Pristagare
- 1984 – Axel Liffner
- 1985 – Torsten Ekbom
- 1986 – Kerstin M. Lundberg
- 1987 – Madeleine Gustafsson
- 1988 – Jurgen Schildt
- 1989 – Madeleine Grive
- 1990 – Staffan Söderblom
- 1991 – Björn Nilsson
- 1992 – Torbjörn Schmidt
- 1993 – Bengt Höglund
- 1994 – Gunnar Bergdahl
- 1995 – Joakim Pirinen
- 1996 – Johan Ehrenberg
- 1997 – Gunilla Kindstrand
- 1998 – Arne Ruth
- 1999 – Göran Hägg
- 2000 – Mikael Löfgren
- 2001 – Anita Goldman[2]
- 2002 – Gunnar Fredriksson[3]
- 2003 – Göran Rosenberg[4]
- 2004 – Ingalill Mosander[5]
- 2005 – Olle Svenning[6]
- 2006 – Cordelia Edvardson[7]
- 2007 – Stefan Jonsson[8]
- 2008 – Marie Lundström[9]
- 2009 – Andres Lokko[10]
- 2010 – Nils Schwartz[11]
- 2011 – Liv Strömquist[12]
- 2012 – Göran Greider[13]
- 2013 – Jane Magnusson[14]
- 2014 – Gabriel Byström[15]
- 2015 – Nina Björk[16]
- 2016 – Jan Guillou[17]
- 2017 – Fredrik Sjöberg[18]
- 2018 – Susanne Ljung[19]
- 2019 – Johan Croneman [20]
- 2020 – Olof Åkerlund [21]
- 2021 – Rebecka Kärde [22]
- 2022 – Valerie Kyeyune Backström [23]
- 2023 – Jenny Högström[24]
- 2024 – Kristoffer Leandoer[25]